# Radio Študent
Radio Študent (RŠ) je slovenska radijska postaja, ki oddaja študentski nepridobitni radijski program. RŠ velja za prvo študentsko radijsko postajo v Evropi. RŠ je 9. maja 1969 ustanovila Zveza skupnosti študentov Slovenije; njegov nastanek je bil neposredna posledica študentskih demonstracij leta 1968. RŠ ima pravni status zavoda, katerega ustanovitelj je ŠOU v Ljubljani. Od leta 2012 ima RŠ status študentskega programa posebnega pomena.
Zavod Radio Študent je neprofitna civilno-družbena in kulturno-izobraževalna organizacija s sediščem v Ljubljani. RŠ kombinira osnovne značilnost skupnostnega radia in javnega servisa. Poleg ustvarjanja in oddajanja izobraževalnega, umetniškega, informativnega in glasbenega programa ima tudi enakovredno vzgojno-izobraževalno vlogo. RŠ izvaja tudi usposabljanje mladih za novinarska in druga dela na radijski postaji. RŠ se vse bolj posveča tudi dejavnosti kulturne in glasbene produkcije ter založništva.

## Pregled
Oddajnik Radia Študent pokriva širše območje Ljubljane z okoli 500.000 potencialnimi poslušalci. Po raziskavi agencije Mediana ima Radio Študent preko 35.000 rednih poslušalcev. Radijska produkcija obsega 24 ur programa vse dni v letu; od tega je živega programa 13 ur dnevno (ob delavnikih). Pri produkciji sodeluje preko 200 rednih programskih sodelavcev, vsi radijski prispevki pa so arhivirani na spletni strani radia.
Radio se lahko od leta 1998 spremlja tudi prek lastne spletne strani, ki ima na letni ravni okoli 1.500.000 ogledov (od tega 170.000 edinstvenih obiskovalcev).

### Organizacija
Radio Študent je študentski radio, nepridobitna civilno-družbena in kulturno-izobraževalna organizacija. Ima pravni status zavoda, njegova ustanoviteljica pa je Študentska organizacija Univerze v Ljubljani. Od leta 2012 ima program Radia Študent tudi uradno priznani nacionalni status posebnega pomena študentskega radijskega programa.
Osebje
RŠ ima pet redno zaposlenih na krovnih funkcijah (direktor, odgovorni urednik, vodja ekonomsko-propagandne službe, vodja projektne pisarne in vodja tonsko-tehnične službe), kot s.p. pa je zaposlen še vodja finančno-administrativne službe RŠ. RŠ ima še več kot 200 rednih honorarnih programskih sodelavcev, ki so organizirani v okviru programskih enot: aktualno-politična redakcija, glasbena redakcija, univerzitetna redakcija, redakcija za kulturo in humanistične vede in znanstvena redakcija ter služba za napovedovanje, tonsko-tehnična služba, video služba (RTVŠ) in lektorska služba.
Upravljanje
Po veljavnem Aktu o ustanovitvi Zavoda Radio Študent uredništvo zavoda RŠ v širši sestavi sestavljajo vsi člani redakcij zavoda RŠ, ki opravljajo novinarsko delo, odgovorni urednik, drugi avtorji prispevkov in drugi programski sodelavci. Uredništvo zavoda RŠ v ožji sestavi pa sestavljajo odgovorni urednik, vodja izvedbe programa ter uredniki in/ali redaktorji redakcij zavoda RŠ ter vodje programskih služb. Uredništvo RŠ deluje avtonomno v okviru svojih pristojnosti in odgovornosti za uresničevanje programske zasnove študentskega in nepridobitnega radijskega ter televizijskega programa. Zavod RŠ upravlja Svet RŠ, ki ga sestavljajo: predstavnika ustanovitelja, predstavniki zavoda (predstavniki delavcev, redakcij in služb), predstavnik strokovne javnosti in predstavnik uporabnikov.
Ključni organi Zavoda RŠ:
- Svet Zavoda RŠ: sestavlja ga sedem članov (predsednik Martin Kovač),
- Strokovni svet RŠ: sestavljajo ga vodje poslovnih in programskih služb in ima 13 članov,
- Direktor Zavoda RŠ (Valentina Rajaković),
- Odgovorni urednik (Vid Bešter)

### Mednarodno sodelovanje
Radio Študent je član evropske sekcije mednarodnega združenja skupnostnih radiev AMARC in član mreže študentskih radijskih postaj in programov s področja Balkana Hear.Me, v okviru katere je bil pobudnik mreže SWORD – Student Word. Od leta 2012 naprej je tudi član Asociacije – mreže nevladnih organizacij in samostojnih ustvarjalcev na področju kulture in umetnosti.
Leta 2001 je skupaj z beograjskim Radiem B92 in zagrebškim Radiem Student pobudnik projekta Cross Radio, ene izmed prvih iniciativ za ponovno vzpostavitev komunikacijskih mostov v radijskem in kulturnem delovanju na področju nekdanje Jugoslavije.

## Zgodovina
1968–1969: Ustanovitev in začetki
Radio Študent je nastal kot posledica vseevropskih študentskih gibanj iz leta 1968 in 9. maja 1969 začel z oddajanjem iz kleti Doma VIII v študentskem naselju v Rožni dolini. Središče gibanj v Sloveniji je bila ljubljanska Filozofska fakulteta, kjer se je razširjala zunajparlamentarna opozicija t. i. nove levice, podobni demokratični procesi pa so potekali tudi v študentskem naselju.
Radio je bil prvotno ustanovljen z namenom informiranja takratne študentske populacije o vseh za študente aktualnih dogodkih in problemih ter umirjanju študentskih protestov, a je kmalu postal pomemben sopotnik novih družbenih gibanj, ki so odpirala številna vprašanja, med drugim o reformi univerze. RŠ je bil predvsem odziv na obrobno poročanje okostenelih uradnih oz. državnih medijev o študentskih gibanjih, s tem pa je postal avtonomen obveščevalec in prostor dokaj velike svobode izražanja. RŠ je tudi pomembno odprl prostor za delovanje teorije, večinoma humanistične in družboslovne. Svoja razmišljanja so med drugimi s pomočjo RŠ sporočali Rastko Močnik, Rado Riha in Slavoj Žižek. Na RŠ so v tem obdobju delovali tudi znanstveniki z drugih področij in številni kasnejši umetniki.
Del potrebne opreme za oddajanje programa je RŠ kupil, nekaj pa je je donirala RTV. Radio je na začetku oddajal zgolj tri ure na dan, ustvarjalci pa so prejemali zelo nizke honorarje. Pomanjkanje denarja je bilo predvsem ovira za postavitev fonoteke in delovanje glasbene redakcije – slednja se je že od svojih začetkov osredotočala predvsem na alternativno in progresivno glasbo, za katero na drugih radijskih postajah takrat ni bilo prostora.
1969–1991: SR Slovenija
Pravno-formalni status je RŠ pridobil leta 1974, ko je bil v sodni register vpisan Sklep o ureditvi ustanoviteljskih odnosov med Radiom Študent in SŠ LVZ – skupnost študentov ljubljanskih visokošolskih zavodov. Pomemben dokument je bil tudi Akt o spremembi ustanovitelja (975), s katerim ustanovitelj postane Univerzitetna konferenca ZSMS, ki je kot ustanovitelj navedena tudi v zadnjem temeljnem pravnem aktu RŠ vpisanem v sodni register – Statut DO Radio Študent (1986).
Prvih devet let je RŠ oddajal triurni program na srednji valovni dolžini 188 m lokalnega oddajnika v VIII. bloku Študentskega naselja, tako da se ga je dalo slišati le v posameznih delih Ljubljane. Maja 1978 je Radio Študent po devetih letih delovanja začel oddajati novi UKV stereo oddajnik, hkrati pa je RŠ razširil tudi svoj programski čas, in sicer na štiri ure dnevno in na štiri ure ob večerih ob koncih tedna.
V osemdesetih letih je bil RŠ osprednji med (pretežno mladinskimi) glasili, ki so postopoma odpirala tedanje tabu teme. Provokativna je bila predvsem glasba. RŠ je na primer pripomogel k izbruhu punka kot množičnega pojava in odločilno sooblikoval njegovo pluralno in »naredi sam« fazo. V tem obdobju sta bili zelo vplivni in popularni tudi radijska impro-farsa v nadaljevanjih Butnskala Emila Filipčiča in Marka Derganca ter festival Novi rock.
Pomembno vlogo je RŠ odigral tudi pri prelomnih političnih dogodkih, na primer pri aferi JBTZ konec osemdesetih let. RŠ je takrat izkoristil svoje prednosti, saj je o aktualnih dogodkih lahko poročal dokaj hitro. Med afero JBTZ je ažurno poročal o razvoju dogajanja, pri tem pa namerno kršil takratne novinarske norme; ustvarjalci programa so bili izrazito pristranski, neobjektivni in neuravnoteženi, poročanje pa je na politično agendo postavilo tudi vprašanje svobode novinarstva v takratni družbi.
(1991–): Republika Slovenija
Leta 1991 se je program dokončno razširil na vse večere v tednu.
RŠ je sodeloval pri »zasedbi Metelkove« septembra 1993, ko so aktivisti z zbiranjem na območju preprečili rušenje stavb tamkajšnje vojašnice, ki jih je vlada pred tem obljubila dodeliti civilni družbi. O dogajanju je RŠ v živo poročal celo noč, postavljen pa je bil tudi improviziran, na agregat priklopljen studio. Februarja 1997 se je RŠ iz tesnih kletnih prostorov bloka VIII preselil v nove prostore v šestem in sedmem nadstropju bloka XIV v Študentskem naselju, ki so radiu zagotovili ustrezne prostorske in tehnične pogoje za izvajanje programa. Leta 1998 je RŠ začel oddajati tudi prek spleta.
Od leta 2008 je RŠ z uvedbo jutranjega programa med 7. in 11. uro razširil programski čas svojega živega programa za 4 ure na skupno 17 ur produkcije na dan tekom večine leta (13 ur v času študijskih počitnic med julijem in septembrom).
Aprila leta 2012 je AKOS programu RŠ podelil uradno priznanje nacionalnega statusa študentskega radijskega programa posebnega pomena. Maja 2012 je bila vzpostavljena nova spletna stran radia. Konec leta 2013 je RŠ vzpostavil mobilno aplikacijo za poslušanje programa preko mobilnih naprav in spremljanje medijskih prispevkov ter arhiva podcastov oddaj na spletnem portalu RŠ.
Leta 2013 se je RŠ znašel v finančnih težavah; zaradi rebalansa proračuna ŠOU je RŠ utrpel izpad skoraj 16.000 € sredstev. RŠ je posledično pričel akcijo Reši RŠ s ciljem zbrati 50.000 € sredstev za podprtje delovanja RŠ. Novembra se je v okviru akcije na Metelkovi odvila prireditev namenjena zbiranju sredstev za RŠ; organizatorji so prek vstopnin in donacij v eni noči zbrali okoli 23.000 € sredstev za RŠ (akcija pa tako skupno že skoraj 39.000 €).
V letu 2016 je RŠ razvil lastno mobilno aplikacijo za spremljanje vsebin spletnega portala RŠ, ki je postala javnost na voljo spomladi leta 2017. Z odločbo, izdano novembra 2017 je bil Zavodu RŠ podeljen status zavoda, ki deluje v javnem interesu v mladinskem sektorju. Agencija za komunikacijska omrežja in storitve je julija 2018 RŠ kot najvišjemu ocenjenemu programu na drugem pozivu podelila pravico razširjanja radijskega programa na območju celotne Slovenije v digitalni radiodifuzni tehniki (T-DAB+). RŠ ob podpori ustanovitelja prek DAB* oddaja redno od konca septembra 2018.
Leta 2025 je RŠ z vpeljavo nove programske sheme skrajšal živi program za štiri ure dnevno (od 11. do 14. ure in od 23. do 24. ure). Odtlej program ob delovnikih obsega 13 ur živega programa.

## Dejavnosti

### Radijski program
Radio Študent oddaja program po radijskih valovih in spletu 24 ur dnevno vse dni v letu, v živo večinoma 13 ur dnevno. Ostali del programa predstavljajo ponovitve oddaj in glasba.
Program je večinoma politično-informativnega, kulturno-izobraževalnega in zabavnega značaja. Programska politika skuša združevati osnovne značilnosti skupnostnega radia in odprtega kanala. Oddaje se izvajajo tudi v romskem, srbskem, hrvaškem in angleškem jeziku.
Radijski program je namenjen oz. posvečen predvsem študentom ljubljanskih visokošolskih zavodov in drugim poslušalcem na območju slišnosti ter ponuja neodvisen prostor za izvajanje alternativnih političnih, kulturnih in medijskih praks; RŠ je namenjen podpori in interpretaciji tematik in družbenega dogajanja, ki v slovenskem večinskem medijskem diskurzu pretežno niso zastopani. Produkcija programa z namenom zagotavljanja kritične distance, podpore marginaliziranih posameznikov in skupin ter promocije jezikovne raznolikosti poudarja neodvisnost od vseh vzvodov družbene moči.
Radio se v okviru svojega programa in poslanstva posveča različnim skupnostim, predvsem pa naslednjim:
- študentska skupnost in zaposleni v visokem šolstvu,
- analitiki in zainteresirana študentska ter širša javnost na področju družbeno-političnih tem,
- kulturne institucije in NVO v kulturi,
- šolski mediji, mentorji, učenci osnovnih in srednjih šol,
- etnične manjšinske skupnosti: posebne oddaje za srbsko, hrvaško, romsko in afriško skupnost v produkciji pripadnikov in organizacij teh skupnosti,
- družbene manjšinske skupnosti in socialno-politične skupine: posebne oddaje za brezdomce, migrante, LGBT skupnost ipd.,
- posebna pokrivanja družbeno-političnih tem po svetu: teme s področja držav Zahodnega Balkana – Balkan Express, teme iz držav tretjega sveta – Južna Hemisfera,
- poslušalci in ustvarjalci glasbe, založniki ter promotorji,
- glasbene skupine in koncertna prizorišča.[2]

| Seznam oddaj |
| --- |
| Politika - INFO: - - APR Intervju - BritOFF - OFF - OFFsajd - OFF Poročilo - POD LUPO: - - CETA - Časovnica Palestina - Dosjé Grčija - Kurdista(r)n(e) - Mnenja: Luka Koper - Osamosvojitveni program - MNENJA: - - N-Euro moment - OFF komentar - Terminal - VPOGLEDI: - - Balkan ekspres - Južna hemisfera - Kultivator - Odprti politični program - Prišepetovalci - Zeitgeist Glasba - SPLOŠNA LINIJA: - - 100 decibelov - Afterparty - DJ Grafiti - Glasbene opreme - Komentar na glasbo - Koncert v živo - Mesečniki - Novotarnica - Odprti termin za glasbo - Prenosi - Razširimo obzorja - RŠ hit - RŠ intervju - RŠ koncert - RŠ recenzija - Svaštarnica - Tolpa bumov - BAS LINIJA: - - Alarma Breakwave - DJ Seansa - Flash Forward - Partijska linija - Rhyme kickers - Ridim operator - Šesta muzika - X-Machina - Zeleno sonce - KITARSKA LINIJA: - - Metal detektor - Night time - Outta contron rock'n'roll - RŠ Hades - Samotni potnik - Skabinet - Subway - ONSTRAN LINIJE: - - Dimni signali - Glas gore - Globaluna - Godbeni imperializem - Idealna godba - Modem - Nedeljska šlagerica - Oralni anali - Rostfraj - Slavne neznane - Vetrolov - Zedavo uho Kultura - KRITIČNE: - - Dlako z jezika - Fine umetnosti - Humanistika - Kinobar - Kosilo nekega molja - Moralne fekalije - Napihovanje - Serijski Motrilci - Striptiz - Teater v eter - TEORETSKE: - - Art-area - Hertz arhitektur - Misliti arhitekturo - Objekt meseca - Pisalni stroji - Psihoteka - Repetitio - Temna zvezda - Teritorij teatra - Teorema - UMETNIŠKE: - - After artefakt - Literarni incest - Otitis media - R A D A R - Radia network - Tube(son) - Tu pa tam - ELEKTRIČNE: - - Kulturne novice - Leteči pilot - MTLRŠ - Odprti termin za kulturo - Pisma iz tujine - Pritiskavec gold - RKHV intervju - Stripofilija - Trejler Družba - CIVILNA DRUŽBA: - - Kafanska debata - Klopca pod svobodnim soncem - Kontrola leta - Mali granični prijelaz - Mladinski informator - Secunda conversatio - Submerge - Sunrise Africa - Suspenzor - JUTRANJA DRUŽBA: - - Ajgugl - Dijakobinci - DIY macht frei - Dnevni tednik - Jugosfera - Jutranji pogovori - Pazi drek - Pritiskavec - Radijski strip Albuquerque - Sredinci - Torba smrti - Trakofilija - Ukradeni paneli - Vsemogoča travica - Žilava govedina - AKTIVNA DRUŽBA: - - Črna luknja - Drogerija - Fokus Nemčija - Fokus: Nigerija - Indoktrina - Javno pismo - Kilavo seme - Lezbomanija - Ni še gotovo! - Odprti termin - Politični rizom - Puko Učkur - Sektor Ž - Tehno klistir - Tovarna Rog Univerza - UNIVERZA: - - Akademskih 15 - Erasmus on air - Kaj pa Looneyverza? - Kaj pa Univerza? - Odprti termin za univerzo - Pod katedrom - Šouvizor - Unikompleks Znanost - ZNANOST: - - Frequenza della scienza - Katedra za biologijo - Odprti termin za znanost - Znanstveni BritOFF - Znanstveni komentar |

### Kulturna in glasbena produkcija
Radio Študent ima lastno glasbeno založbo ZARŠ, vsako leto pa organizira tudi dva večja glasbena dogodka: Klubski Maraton, koncertno turnejo za mlade in neuveljavljene izvajalce po vsej Sloveniji, in dvodnevni festival glasbe in založništva Tresk. V okviru RŠ od leta 2011 deluje tudi odprta radijska raziskovalna platforma RADAR. RŠ je tudi producent ali koproducent številnih drugih manjših ali večjih umetniških, pripovedovalskih, pogovornih, koncertnih in klubskih dogodkov, predavanj in seminarjev.
RŠ ima svojo lastno video produkcijo RTVŠ, ki omogoča dograjevanje spletne video in televizijske dejavnosti kot sinergično podporo radijskemu mediju in spletnemu portalu RŠ.
Festival Tresk
Festival Tresk je vsakoletni glasbeno-založniški dogodek, ki poleg koncertov ponuja tudi sejmišče glasbenih založb, natečaje za grafične podobe in fotografije s področja glasbe in delavnice ter okrogle mize na temo glasbe, založništva in avtorskih pravic.
Klubski maraton Radia Študent
Klubski maraton je namenjen predstavljanju še neuveljavljenih glasbenih ustvarjalcev in medijski podpori za njihov nadaljnji glasbeni razvoj. Od leta 2002 se v okviru programa izvaja vsakoletni natečaj. Turneja ni centralizirana in poteka po več kot 20 mladinskih in študentskih klubih ter lokalnih kulturnih centrih po celotni Sloveniji. Zaključi se v Menzi pri koritu na Metelkovi s Finalom Klubskega maratona.
Založba Radia Študent (ZARŠ)
ZARŠ je platforma tako za mlade, še neuveljavljene izvajalce, kot tudi nekatere izkušenejše bende, da izvedejo snemanja v produkcijskem studiu RŠ, nastopijo v širši javnosti pod blagovno znamko ter s promocijsko in medijsko podporo Radia Študent. V letu 2016 je pri ZARŠ izšlo pet plošč različnih glasbenih žanrov, vseh 72 izdaj založbe pa je na voljo tudi na spletu.
RADAR
Platforma za intermedijsko produkcijo RADAR, v sklopu katere poteka izmenjava radio art programov mednarodne mreže radijskih postaj Radia Network, deluje tudi kot predstavitveni in promocijski portal za intermedijsko umetnost v Sloveniji. Pod njenim okriljem poteka tudi festival intermedijske umetnosti RADART.

### Usposabljanje novinarjev
Že vse od svojih začetkov leta 1969 je Radio Študent izvajalec neformalnih usposabljanj na področju vseh novinarskih zvrsti v okviru uredništev in programskih služb (služba za napovedovanje, tonsko-tehnična služba ter lektorska in video služba), v zadnjih letih tudi v okviru novo vzpostavljene znanstvene redakcije. Od začetka tega desetletja naprej intenzivno deluje tudi pri usposabljanjih mladih na področju spletnega novinarstva, še posebej pa od vzpostavitve nove spletne strani maja 2012.
V okviru obeh sklopov so izvedene letne avdicije, na katere se prijavljajo zainteresirani kandidati. Namen avdicij je predvsem preizkus znanja in veščin kandidatov, na podlagi katerega so izbrani najbolj uspešni, ki začnejo z usposabljanjem. Na letni ravni tako Radio Študent za samostojno delo usposobi približno 30 mladih novinarjev in povprečno 8 spikerjev ter tonskih tehnikov, skupaj pa je vsaj dela usposabljanj deležnih vsaj 80 mladih.
Izobraževalni program se osredotoča predvsem na mlade od 19. do 29. leta, med katerimi so večinoma študenti različnih študijskih smeri, mladi brezposelni in iskalci prvih zaposlitev. Projekt je namenjen predvsem tistim, ki si želijo dodatnih znanj za opravljanje poklica ali pa želijo znanje s svojega področja razširiti z znanjem o delu na radiu; na področju radijskega novinarstva, radijskega napovedovanja in interpretacije besedil, na področju tonske tehnike ter radijske lekture in snemanja video vsebin.

## Poslovanje

### Financiranje
RŠ običajno glavnino finančnih sredstev prejme od ustanovitelja (ŠOU v Ljubljani) in prek razpisov za sofinanciranje medijev ministrstva za kulturo, del sredstev pa zbira tudi prek prostovoljnih donacij posameznikov (med drugim prek dohodninskih donacij zavezancev).
Sredstva ustanovitelja
RŠ je do leta 2021 redno prejemal sredstva od ustanovitelja (ŠOU v Ljubljani) (npr. 152.000 € v letu 2018, in 120.000 € v letu 2020). Do leta 2021 je pravilnik o financiranju ŠOU predpisoval minimalno financiranje zavodov v okviru katerega je bil RŠ upravičen do vsaj 4 % proračuna ŠOU, tega leta pa je študentski zbor iz pravilnika izvzvel določilo o minimalnem financiranju.
ŠOU se je v žačetku 2021 namenil prenehati financirati RŠ in RŠ privatizirati. Vodstvo ŠOU je motilo kritično poročanje RŠ o ŠOU. Predsednik ŠOU je ukinitev financiranja RŠ utemeljil rekoč, da RŠ o ŠOU ne poroča objektivno, zmotilo pa ga je tudi, da so nekateri honorarni sodelavci RŠ na volitvah v ŠOU kandidirali na opozicijskih listah (torej kot konkurenti vodstvu). Svetovalec ŠOU je na sestanku med vodstvoma obeh organizacij vodstvu RŠ ponudil denarna plačila v zameno za pozitivno poročanje o ŠOU. ŠOU je nato za leto 2021 predvidel le 64.000 € sredstev, na koncu pa za to leto dodelil 84.000 € sredstev. V obrazložitvi zmanjšanja financiranja RŠ se je ŠOU skliceval na zmanjšan proračun ŠOU zaradi znižanja prejemkov iz državnega proračuna. Po navedbah RŠ bo krčenje dodeljevanja osnovnih sredstev s strani ustanovitelja za RŠ pomenila zmanjšanje obsega programa in posledično tudi izpad sofinanciranja (povprečno 60-80 % sofinanciranje projektov), saj da so prva predpogoj za črpanje slednjih (vključno z sredstvi kulturnega ministrstva).
Sofinanciranje ministrstva za kulturo
RŠ je do leta 2021 (najmanj 8 let) redno prejemal sredstva ministrstva za kulturo za sofinanciranje medijev. Leta 2020 je RŠ na razpisu kulturnega ministrstva prejel 99.220 € sredstev, kar je predstavljalo polovično sofinanciranje letnih vsebin.
Leta 2021 RŠ na razpisu kulturnega ministrstva nepričakovano (zaradi domnevne neuravnoteženosti vsebin) ni bilo dodeljeno nič sredstev kljub temu, da se merila razpisa niso spremenila. Odločitev za zavrnitev sofinanciranja je sprejela komisija, ki so jo v večini sestavljali člani, povezani z oz. naklonjeni vladajoči stranki SDS. Isto leto je brez sredstev nepričakovano ostalo tudi več osrednjih medijev, sredstva pa so bila prerazporejena več provladnim in konzervativnim medijem.
Dohodninske donacije
RŠ del sredstev prejme iz dohodninskih donacij; leta 2014 je RŠ tako zbral 4083 € (in tako zasedel 2. mesto glede na višino sredstev zbranih prek dohodninskih donacij med vsemi (450) kulturnimi upravičenci).

### Marketing
Marketinška dejavnost RŠ zajema produkcijo radijskih oglasov za lastne potrebe in zunanje naročnike, sinhronizacije risanih filmov, sinhronizacije drugih video vsebin, glasbeno avdio produkcijo, trženje radijskega programa RŠ, trženje spletne strani RŠ, oglaševanje programa in znamke RŠ ter celostno oglaševanje lastnih večjih projektov. RŠ redno prejema najvišje nagrade na Slovenskem oglaševalskem festivalu (SOF).